# Li Xuerui
Li Xuerui (kinesiska: 李 雪芮), född den 24 januari 1991 i Chongqing, Kina, är en kinesisk badmintonspelare. Vid badmintonturneringen under OS 2012 i London deltog hon för Kina och tog guld. Vid olympiska sommarspelen 2016 drog hon sig ur bronsmatchen efter att ådragit sig en skada i semifinalen.